# Kathleen Hanna
Kathleen Hanna (* 12. listopadu 1968, Portland, Oregon) je americká hudebnice, zpěvačka, feministická aktivistka a přispěvatelka do zinů. V první polovině 90. let byla zpěvačkou punkové kapely Bikini Kill, poté se stala spoluzakladatelkou elektro-punkového tria Le Tigre. V roce 1998 vydala sólové album Julie Ruin pod stejnojmenným pseudonymem. Spolupracovala s mnoha muzikanty včetně Joan Jett, Mika Watta, Atari Teenage Riot, Comet Gain, Green Day, Tima Greena, Metal Church nebo Yoko Ono.

## Počátky kariéry
Narodila se v oregonském Portlandu. V roce 1971 se s rodiči přestěhovala do Calvertonu v Marylandu. Později se rodina díky otcovu zaměstnání ještě několikrát stěhovala. Rodiče se rozvedli v průběhu jejího středoškolského studia.
První kontakt s feministickým hnutím učinila okolo devíti let, kdy ji matka vzala na shromáždění ve Washingtonu, na němž hovořila ikona feminismu Gloria Steinemová. Jak se zmínila pro časopis BUST v roce 2000, tento okamžik na ni udělal velký dojem a měl podíl na tom, že se sama stala aktivistkou tohoto proudu. Dosud se s matkou angažují v hnutí za práva žen.
Na konci 80. let vystudovala univerzitu The Evergreen State College v Olympii, hlavním městě státu Washington. Během studií pracovala jako striptérka. Také začala fotografovat a pořádat vystoupení, která pojednávala o otázkách sexismu a násilí na ženách, s nímž se setkala v organizaci zaměřené na domácí násilí, kde pracovala přes dva roky.
Později se stala členkou kapely Viva Knievel, s níž jela túru po Spojených státech předtím než se rozpadla. Na univerzitě začala spolupracovat se spolužačkou Tobi Vailovou, která byla vůdčí osobností jejího oblíbeného fanzinu Jigsaw.

## Bikini Kill
Se spolužačkou Tobi Vailovou pracovala na tvorbě zinu s názvem Revolution Girl Style Now, který se později přejmenoval na Bikini Kill jako reakce na sexismus v punk-rockové scéně. Na tvorbě se s nimi podílela i další spolužačka Kathi Wilcoxová. Společně pak založily hudební skupinu, která získala jméno po jejich zinu.

## Le Tigre

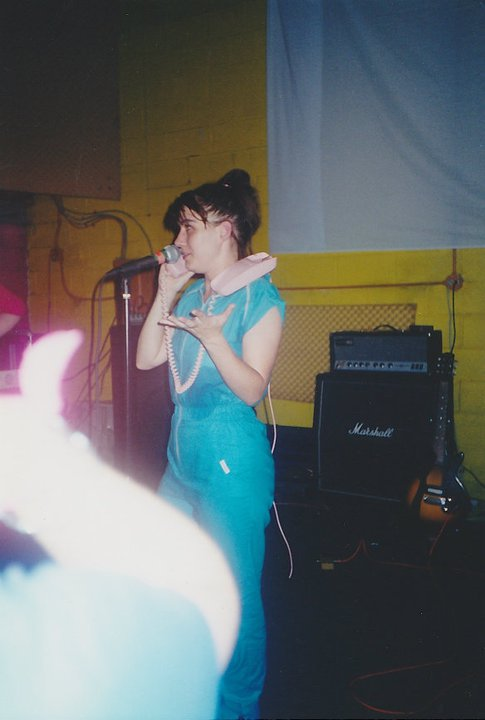
Hanna koncertuje s Le Tigre v Indianapolis, 2000

V Portlandu začala spolupracovat na živých vystoupeních svého projektu Julie Ruin s kamarádkou a editorkou zinu Johannou Fatemannovou. Kooperace vyústila v založení kapely The Troublemakers, pojmenované po filmu G.B. Jonese, která se ovšem po krátké době rozpadla, poté, co Fatemanová odjela studovat uměleckou školu do New Yorku.
Přesto došlo k obnovení jejich tvorby na americkém Východním pobřeží a spolu s filmařkou Sadie Benningovou založily v roce 1998 novou kapelu s názvem Le Tigre, která se zaměřila na punk a elektronickou hudbu v kombinaci se samplováním. První album Le Tigre vydaly u nezávislého hudebního vydavatelství Mr. Lady Records. Poté skupinu opustila Sadie Benningová, která se vydala na dráhu filmové režisérky. Místo ní přišla JD Samson, se kterou již natočily druhou desku Feminist Sweepstakes (2001). Skupina po krachu labelu Mr. Lady uzavřela smlouvu s Universal Records, u kterého vydala třetí studiové album This Island (2004). Koncertní turné po Spojených státech uskutečnila v letech 2005 a 2006, předtím hrála i v Evropě. Od roku 2007 má, kromě krátké aktivity v roce 2009, dlouhodobou přestávku činnosti.

## The Julie Ruin
V roce 2010 se Hanna opět spojila se svou kolegyní z Bikini Kill Kathi Wilcoxovou a založila 5člennou formaci The Julie Ruin pojmenovanou podle jejího sólového počinu z roku 1997. V roce 2013 debutovali albem Run Fast. Celosvětové turné naplánované na rok 2014 muselo být z důvodu prudkého zhoršení jejího zdravotního stavu zrušeno.

## Osobní život
Po roce 2000 se u Kathleen začaly objevovat symptomy neznámého nervového onemocnění. Až v roce 2006 jí byla diagnostikována lymská borelióza, kterou tedy téměř 6 let neléčila. Kvůli svému zdravotnímu stavu omezila své hudební i jiné aktivity.
Je dobrovolnou vedoucí nezávislé skupiny The Willie Mae Rock Camp for Girls. V zimním semestru 2007 vyučovala seminář umění na New York University.
Je vdaná za Adama Horovitze, člena hip hop formace Beastie Boys. Vztah započal v roce 1997, svatba proběhla roku 2006. Otevřeně se přiznala k potratu, který podstoupila v mládí.

V roce 2013 o ní vznikl dokumentární film The Punk Rock Singer.

## Diskografie

### Bikini Kill

#### Alba
- Revolution Girl Style Now!, vydáno vlastním nákladem (1991)
- Bikini Kill (EP) u Kill Rock Stars (1991)
- Yeah Yeah Yeah Yeah LP spolu s Huggy Bear u Catcall Records ve Velké Británii, u Kill Rock Stars v USA (1993)
- The C.D. Version of the First Two Records, kompilace (1993)
- Pussy Whipped u Kill Rock Stars (1994)
- Reject All American u Kill Rock Stars (1996)

#### Singly
- Wordcore Volume 1 u Kill Rock Stars
- New Radio/Rebel Girl u Kill Rock Stars (1993)
- The Anti-Pleasure Dissertation u Kill Rock Stars (1994)
- I Like Fucking/I Hate Danger u Kill Rock Stars (1995)

#### Kompilace
- Kill Rock Stars u Kill Rock Stars LP/CD (1991)
- Throw: The Yoyo Studio Compilation u Yoyo Records (1991)
- "Daddy's Lil' Girl" u Give Me Back LP, Ebullition Records (1991)
- "Suck My Left One", There's A Dyke In The Pit, Outpunk Records (1992)
- Bikini Kill: The Singles (1998)
- Sinner, spolupráce s Joan Jettovou na písních Five, Watersign, Baby Blue Tube Talkin (2007)

### Julie Ruin
- Julie Ruin u Kill Rock Stars (1997)

### Le Tigre

#### Studiová alba
- Le Tigre u Mr. Lady (1999)
- Feminist Sweepstakes u Mr. Lady (2001)
- This Island u Universal (2004)

#### Singly a EP
- Hot Topic (1999)
- From the Desk u Mr. Lady EP (2001)
- Remix (2003)
- Standing In The Way Of Control 12", EP spolu s The Gossip u Kill Rock Stars
- This Island Remixes Volume 1 EP, u Chicks On Speed Records
- This Island Remixes Volume 2 EP, u Chicks On Speed Records

### Další
- Real Fiction, The Fakes, Kill Rock Stars
- Inside Out, Internal External, K Records
- Featuring..., Internal External, K Records
- Rock Star / Mean (wordcore v. 1) spolu se Slimem Moonem, Kill Rock Stars[5]
- Rock Stars Kill, včetně její písně I Wish I Was Him, Various Artists, Kill Rock Stars, 1994
- Ball-Hog or Tugboat? LP/CD "Heatbeat"-Mike Watt
- Decomposition 00, Suture, Kill Rock Stars, 1991
- Suture!, Suture, Kill Rock Stars, 1992
- Home Alive, The Art Of Self Defense, Epic, 1996, spoluautorka písně Go Home, na které zpívá s Joan Jett a Evil Stig
- Realistes, Comet Gain, spolupráce na písni Ripped-Up Suit
- Play Pretty For Baby, The Nation of Ulysses, vokály
- American Idiot, Green Day, píseň Letterbomb začíná vokály zpěvačky
- Viva Knieval singl, Ultrasound Records, 1990
- "60 second wipe out" vokály písně No Success 1999
- Playgroup spolupráce na vokálech u písně Bring it on 2001
- Wordy Rappinghood vokály 2003
- Kiss on the lips duet z alba Naked od Joan Jett 2004
- Hey Hey My My Yo Yo ,Junior Senior, spolupráce na písni Dance, Chance, Romance 2007

### Fanziny
- My life with Evan Dando: Popstar
- The Kathleen Hanna newsletter
- Le Tigre zine/tour program